# Pollame

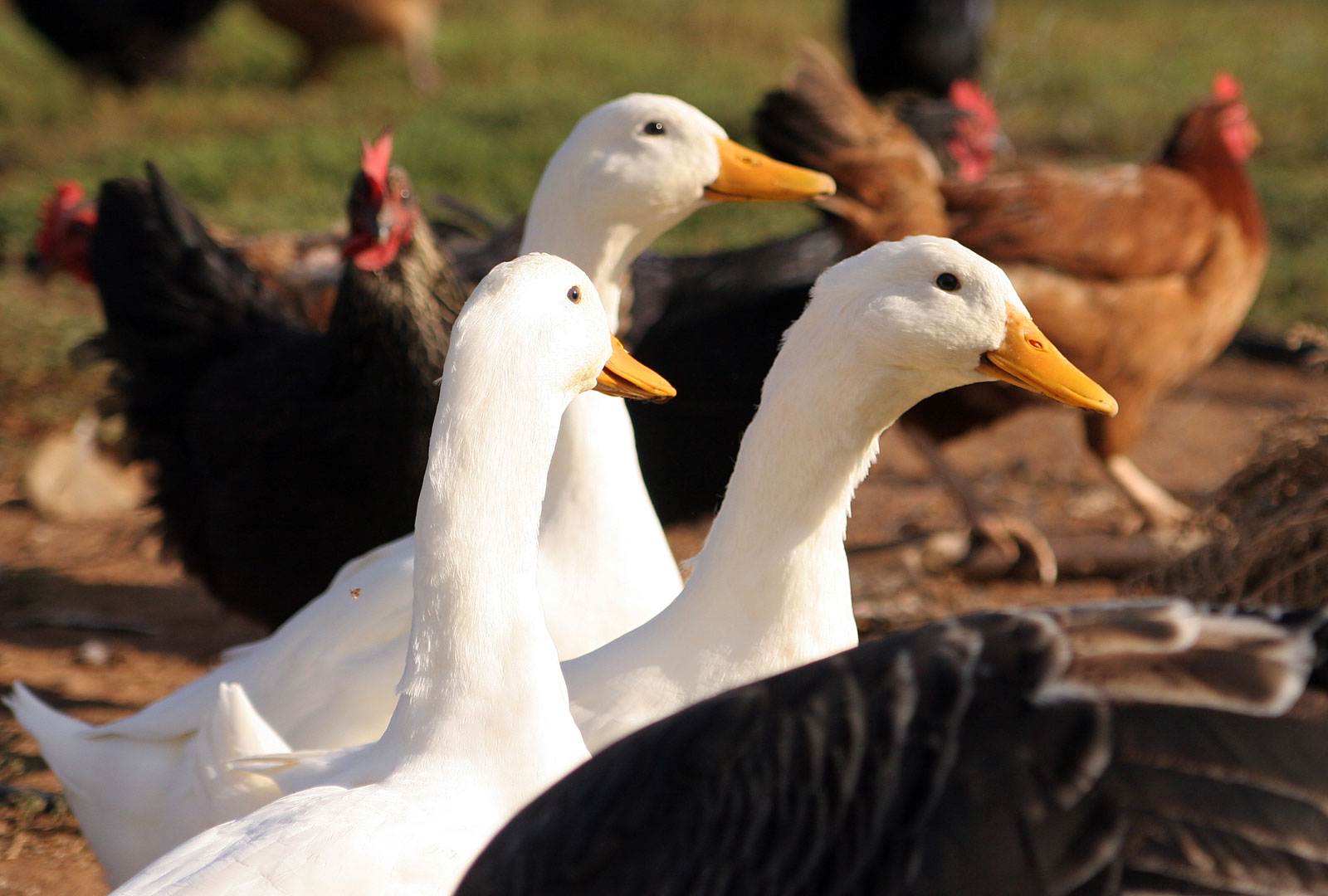
Anatre e galline, due animali tra i tipi di pollame più comuni.

Il pollame è l'insieme di uccelli domestici allevati allo scopo di produrre carne, uova e talvolta piume, principalmente (ma non esclusivamente) gallinacei.

## Termine
La parola deriva dal termine "pollo" ed estende il significato a tutti gli uccelli domestici (similmente ad altre parole derivate con il suffisso -ame o -ume; confronta con "rottame", "legname", "agrumi").

## Specie allevate
Le specie più comunemente indicate con questo nome sono il pollo, l'anatra, l'oca, il tacchino, la faraona, mentre il piccione, il fagiano sono considerati selvaggina allevata.

## Definizione

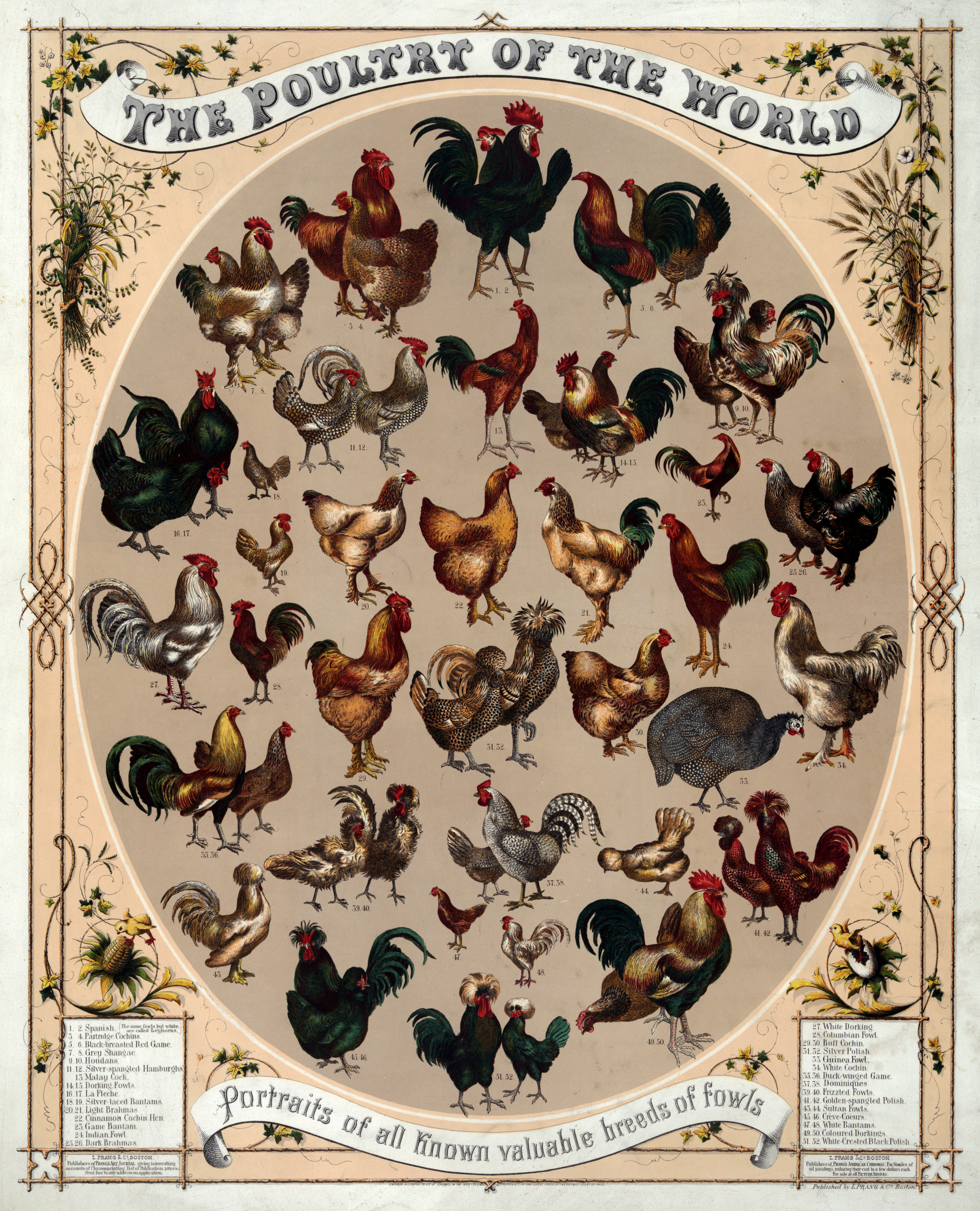
Pollame del mondo (1868 circa)

"Pollame" è un termine usato per qualsiasi tipo di uccello domestico, allevato in cattività per la sua utilità, e tradizionalmente la parola è stata usata per riferirsi a volatili selvatici (Galliformes) e acquatici (Anseriformes) ma non a uccelli da gabbia come uccelli canori e pappagalli. "Pollame" può essere definito come pollame domestico, inclusi polli, tacchini, oche e anatre, allevati per la produzione di carne o uova e la parola è usata anche per la carne di questi uccelli usata come cibo.
L'Enciclopedia Britannica elenca gli stessi gruppi di uccelli ma include anche faraone e piccioni. In Poultry breeding and genetics di R.D. Crawford, i piccioni sono omessi ma la quaglia giapponese e il fagiano comune sono aggiunti all'elenco, quest'ultimo spesso allevato in cattività e rilasciato in natura. Nel suo classico libro del 1848 sul pollame, Ornamental and Domestic Poultry: Their History, and Management, Edmund Dixon includeva capitoli sul pavone, la faraona, il cigno reale, il tacchino, vari tipi di oche, l'anatra muta, altre anatre e tutti i tipi di polli comprese le nane.
Nel linguaggio colloquiale, il termine "pollame" è spesso usato quasi come sinonimo di "pollo domestico" (Gallus gallus), o di "pollame" o anche solo di "uccello". Entrambe le parole sono usate anche per la carne di questi uccelli. Il pollame può essere distinto dalla "selvaggina", definita come uccelli selvatici o mammiferi cacciati per cibo o sport, una parola usata anche per descrivere la carne di questi quando mangiati.

## Polli

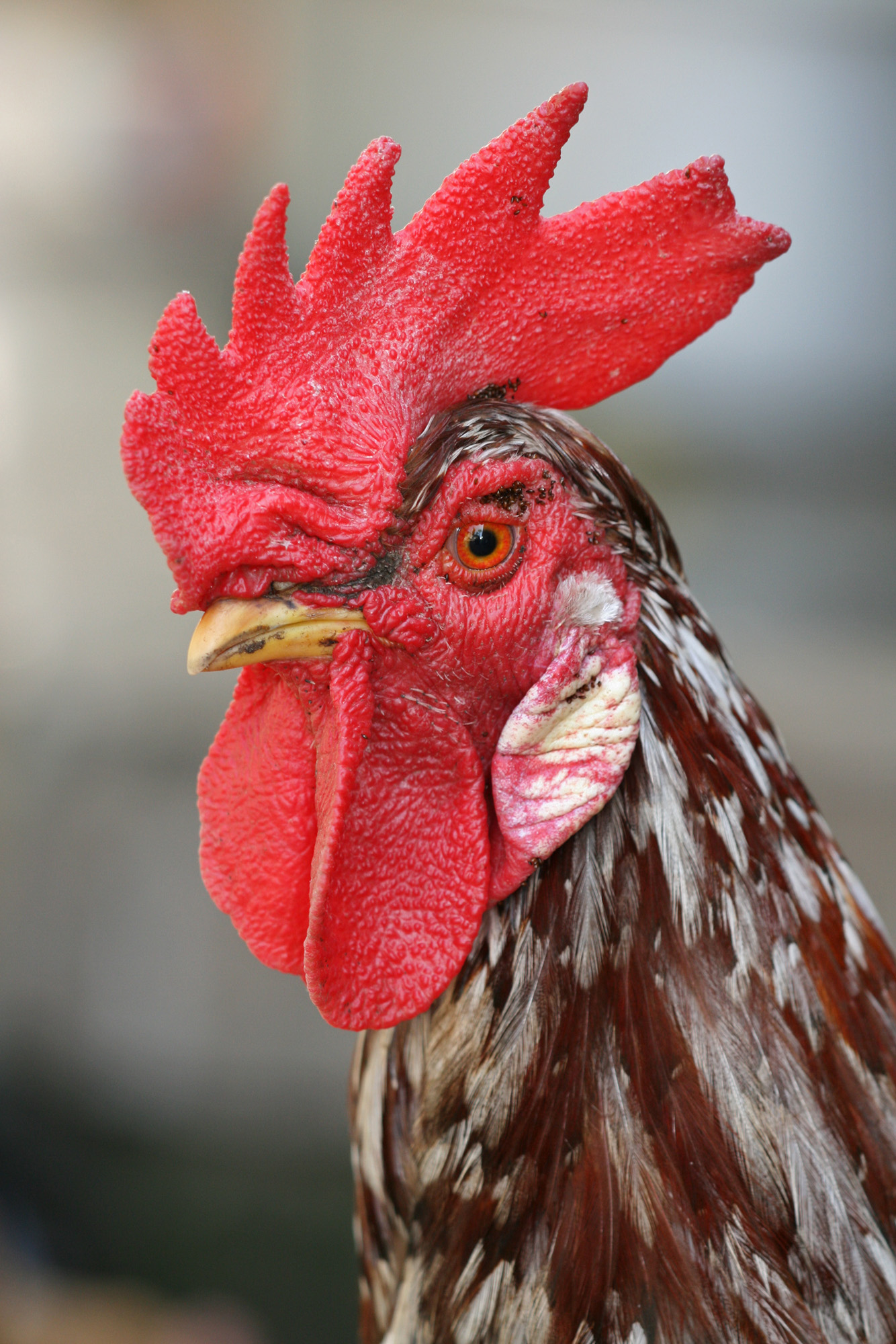
Gallo con cresta e bargigli

I polli sono uccelli di medie dimensioni, tozzi, con una posizione eretta e caratterizzati da creste rosse carnose e bargigli sulla testa. I maschi, noti come galli, sono solitamente più grandi, dai colori più audaci e hanno un piumaggio più esagerato rispetto alle femmine (galline). I polli sono uccelli gregari, onnivori, che vivono a terra e nel loro ambiente naturale cercano tra la lettiera di foglie semi, invertebrati e altri piccoli animali. Volano raramente, tranne in caso di pericolo percepito, preferendo correre nel sottobosco se avvicinati. Il pollo domestico odierno (Gallus gallus domesticus) discende principalmente dal gallo selvatico rosso della giungla dell'Asia, con qualche contributo aggiuntivo dal gallo grigio di giungla, dal gallo di Sri Lanka e dal gallo di Giava.
Studi genomici stimano che il pollo sia stato addomesticato 8.000 anni addietro nel sud-est asiatico e si sia diffuso in Cina e India 2000-3000 anni dopo. Le prove archeologiche mostrano i polli domestici nel sud-est asiatico ben prima del 6000 a.C., in Cina dal 6000 a.C. e in India dal 2000 a.C. Uno studio del 2020 di Nature che ha sequenziato completamente 863 polli in tutto il mondo suggerisce che tutti i polli domestici hanno origine da un singolo evento di addomesticamento del gallo rosso della giungla, la cui distribuzione attuale è prevalentemente nella Cina sud-occidentale, nella Thailandia settentrionale e in Myanmar. Questi polli domestici si sono diffusi nel sud-est e nell'Asia meridionale dove si sono incrociati con specie selvatiche locali di gallo rosso della giungla, formando gruppi geneticamente e geograficamente distinti. L'analisi della razza commerciale più popolare mostra che la razza Livorno bianca possiede un mosaico di ascendenze divergenti ereditate da sottospecie di gallo rosso della giungla.
I polli furono uno degli animali domestici portati con sé dalle migrazioni austronesiane via mare verso Taiwan, l'Asia sud-orientale, la Melanesia, il Madagascar e le isole del Pacifico; a partire da circa il 3500-2500 a.C.
Dal 2000 a.C., i polli sembrano aver raggiunto la valle dell'Indo e 250 anni dopo, sono arrivati in Egitto. Erano ancora usati per combattere ed erano considerati simboli di fertilità. I Romani li usavano nella divinazione, e gli Egizi fecero una svolta quando impararono la difficile tecnica dell'incubazione artificiale. Da allora, l'allevamento di polli si è diffuso in tutto il mondo per la produzione di cibo con il pollame domestico che è una preziosa fonte sia di uova che di carne.
Sin dalla loro domesticazione, sono state stabilite numerose razze di polli, ma ad eccezione della Livorno bianca, la maggior parte degli uccelli commerciali sono di origine ibrida. Intorno al 1800, i polli iniziarono ad essere allevati su larga scala e moderni allevamenti di pollame ad alta produzione erano presenti nel Regno Unito dal 1920 circa e si stabilirono negli Stati Uniti subito dopo la seconda guerra mondiale. A metà del XX secolo, l'industria di produzione di carne di pollame era di maggiore importanza rispetto all'industria di deposizione delle uova. L'allevamento di pollame ha prodotto razze e ceppi per soddisfare esigenze diverse; uccelli ovaioli dalla struttura leggera che possono produrre 300 uova all'anno; uccelli carnosi e in rapida crescita destinati al consumo in giovane età e uccelli utilitari che producono sia un numero accettabile di uova che una carcassa ben carnosa. Gli uccelli maschi sono indesiderati nell'industria di deposizione delle uova e possono spesso essere identificati non appena si schiudono per il successivo abbattimento. Nelle razze da carne, questi uccelli vengono talvolta castrati (spesso chimicamente) per prevenire l'aggressività. L'uccello risultante, chiamato cappone, ha anche una carne più tenera e saporita.
Un bantam è una piccola varietà di pollo domestico, sia una versione in miniatura di un membro di una razza standard, sia un "vero bantam" senza controparti più grandi. Il nome deriva dalla città di Bantam a Giava dove i marinai europei acquistavano i piccoli polli locali per le loro forniture di bordo. I bantam possono essere da un quarto a un terzo delle dimensioni degli uccelli standard e depongono uova simili. Sono tenuti da piccoli proprietari e hobbisti per la produzione di uova, per essere usati come galline chiocce, per scopi ornamentali e per le esposizioni.

### Combattimento di galli

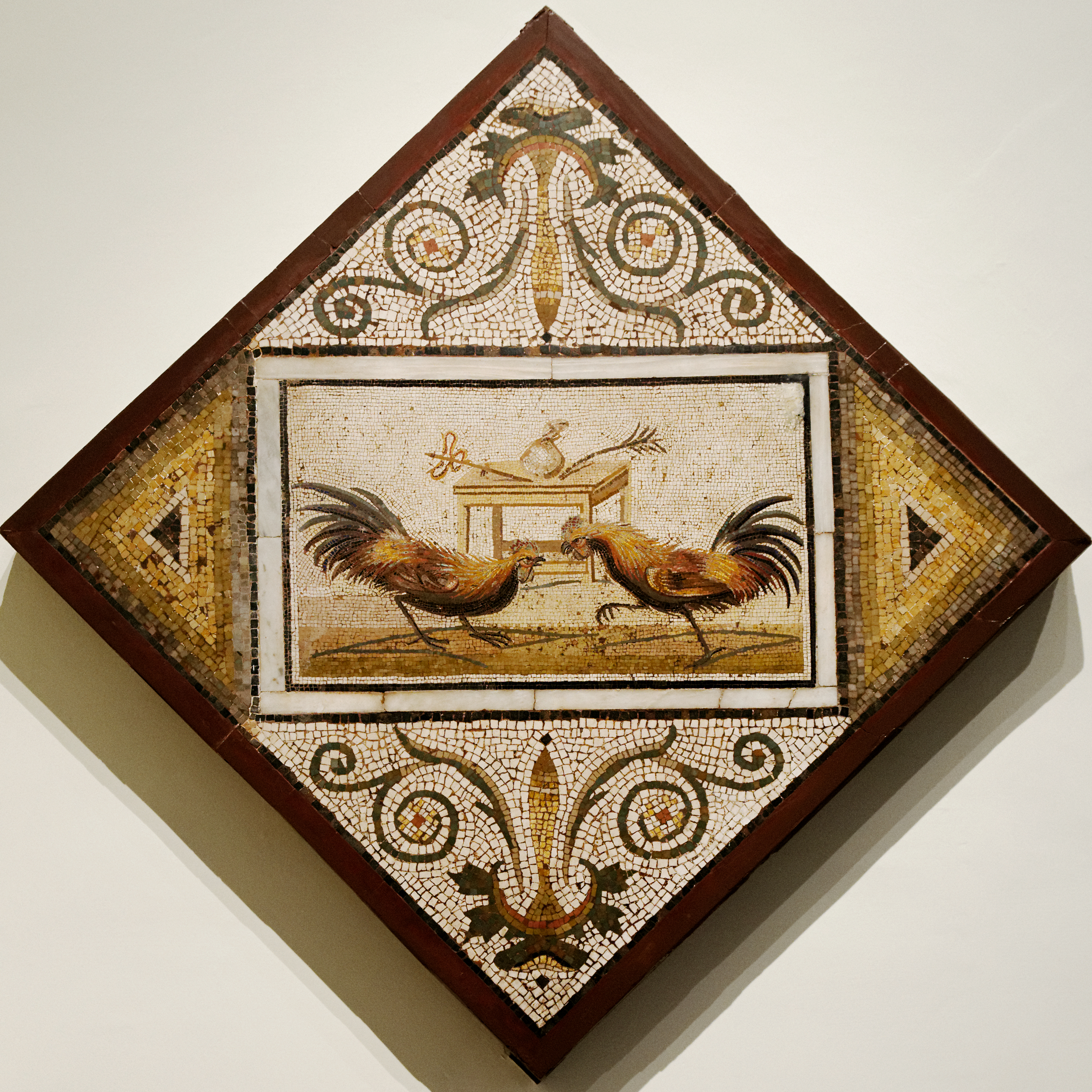
Mosaico romano raffigurante un combattimento di galli

Si dice che il combattimento di galli sia lo sport per spettatori più antico del mondo. Due maschi maturi sono pronti a combattere tra loro e lo faranno con grande vigore finché uno non viene gravemente ferito o ucciso. Il combattimento di galli è estremamente diffuso nell'Asia sud-orientale insulare e spesso aveva un significato rituale oltre a essere uno sport d'azzardo. Facevano anche parte delle culture dell'antica India, Cina, Persia, Grecia, Roma e grandi somme venivano vinte o perse a seconda dell'esito di un incontro. Razze come l'Aseel furono sviluppate nel subcontinente indiano per il loro comportamento aggressivo. Il combattimento tra galli è stato vietato in molti paesi durante l'ultimo secolo per motivi di crudeltà verso gli animali.

## Anatre

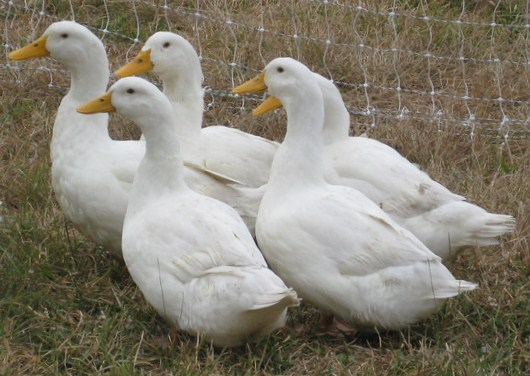
Anatre di razza Pechino

Le anatre sono uccelli acquatici di medie dimensioni con becchi larghi, occhi ai lati della testa, colli piuttosto lunghi, zampe corte poste molto indietro sul corpo e piedi palmati. I maschi sono spesso più grandi delle femmine e sono di colore diverso in alcune razze. Le anatre domestiche sono onnivore, mangiano una varietà di materiali animali e vegetali come insetti acquatici, molluschi, vermi, piccoli anfibi, alghe acquatiche ed erbe. Si nutrono in acque poco profonde sguazzando, con la testa sott'acqua e la coda capovolta. La maggior parte delle anatre domestiche è troppo pesante per volare e sono uccelli sociali, preferendo vivere e muoversi insieme in gruppi. Mantengono il loro piumaggio impermeabile lisciandosi le penne, un processo che distribuisce le secrezioni della ghiandola pilifera sulle loro piume.
Modelli di anatre in argilla rinvenuti in Cina risalenti al 4000 a.C. potrebbero indicare che l'addomesticamento delle anatre ebbe luogo lì durante la cultura Yangshao. Anche se non fosse così, l'addomesticamento dell'anatra ebbe luogo in Estremo Oriente almeno 1500 anni prima che in Occidente. Lucio Columella, scrivendo nel primo secolo a.C., consigliò a coloro che desideravano allevare anatre di raccogliere uova di selvaggina e di metterle sotto una chioccia, perché quando allevate in questo modo, le anatre "mettono da parte la loro natura selvaggia e senza esitazione si riproducono quando sono rinchiuse nel recinto degli uccelli". Nonostante ciò, le anatre non apparvero nei testi agricoli dell'Europa occidentale fino all'810 d.C. circa, quando iniziarono a essere menzionate insieme a oche, polli e pavoni come utilizzate per i pagamenti degli affitti effettuati dagli affittuari ai proprietari terrieri.
È ampiamente riconosciuto che il germano reale (Anas platyrhynchos) è l'antenato di tutte le razze di anatra domestica (ad eccezione dell'anatra muta (Cairina moschata), che non è strettamente imparentata con altre anatre). Le anatre vengono allevate principalmente per la loro carne, le uova e le piume. Come nel caso dei polli, sono state sviluppate varie razze, selezionate per la capacità di deporre le uova, la crescita rapida e una carcassa ben coperta. La razza commerciale più comune nel Regno Unito e negli Stati Uniti è l'anatra pechinese, che può deporre 200 uova all'anno e può raggiungere un peso di 3,5 kg (7 libbre 11 once) in 44 giorni. Nel mondo occidentale, le anatre non sono così popolari come i polli, perché questi ultimi producono maggiori quantità di carne bianca e magra e sono più facili da allevare intensivamente, rendendo il prezzo della carne di pollo inferiore a quello della carne di anatra. Sebbene sia popolare nell'alta cucina, l'anatra appare meno frequentemente nell'industria alimentare di massa. Tuttavia, le cose sono diverse in Oriente. Le anatre sono più popolari lì rispetto ai polli e sono per lo più ancora allevate nel modo tradizionale e selezionate per la loro capacità di trovare cibo sufficiente nelle risaie raccolte e in altri ambienti umidi.

## Oca

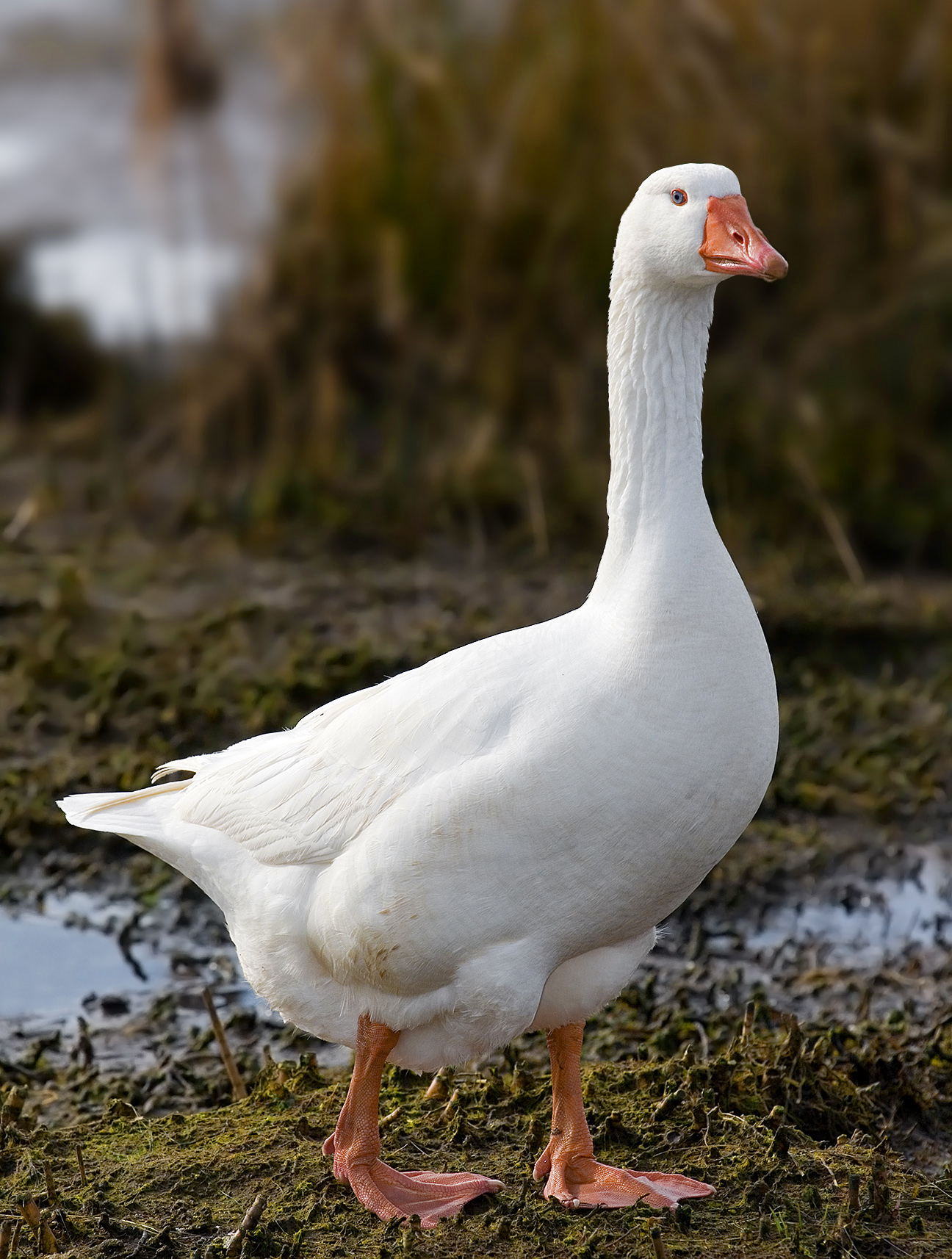
Un'oca Emden, discendente dell'oca selvatica

L'oca selvatica (Anser anser) è stata addomesticata dagli egiziani almeno 3000 anni fa, e una specie selvatica diversa, l'oca cigno (Anser cygnoides), addomesticata in Siberia circa mille anni dopo, è nota come oca cinese. Le due si ibridano tra loro e il grande pomello alla base del becco, una caratteristica evidente dell'oca cinese, è presente in misura variabile in questi ibridi. Gli ibridi sono fertili e hanno dato origine a diverse razze moderne. Nonostante la loro precoce domesticazione, le oche non hanno mai acquisito l'importanza commerciale dei polli e delle anatre.
Le oche domestiche sono molto più grandi delle loro controparti selvatiche e tendono ad avere colli spessi, una postura eretta e corpi grandi con estremità posteriori larghe. Gli uccelli derivati dall'oca selvatica sono grandi e carnosi e vengono utilizzati per la carne, mentre le oche cinesi hanno strutture più piccole e vengono utilizzate principalmente per la produzione di uova. La peluria fine di entrambe è apprezzata per l'uso in cuscini e indumenti imbottiti. Si nutrono di erba e piante infestanti, integrandole con piccoli invertebrati, e una delle attrazioni dell'allevamento di oche è la loro capacità di crescere e prosperare in un sistema basato sull'erba. Sono molto socievoli e hanno una buona memoria e possono essere lasciate vagare ampiamente nella consapevolezza che torneranno a casa al tramonto. L'oca cinese è più aggressiva e rumorosa di altre oche e può essere utilizzata come animale da guardia per avvertire degli intrusi. La carne delle oche da carne è di colore scuro e ricca di proteine, ma depositano grasso sottocutaneo, sebbene questo grasso contenga principalmente acidi grassi monoinsaturi. Gli uccelli vengono uccisi intorno alle 10 o alle 24 settimane. Tra queste età, si verificano problemi con la preparazione della carcassa a causa della presenza di penne a spillo in via di sviluppo.
In alcuni paesi, oche e anatre vengono alimentate forzatamente per produrre fegati con un contenuto di grassi eccezionalmente elevato per la produzione di foie gras. Oltre il 75% della produzione mondiale di questo prodotto avviene in Francia, con industrie minori in Ungheria e Bulgaria e una produzione crescente in Cina. Il foie gras è considerato un lusso in molte parti del mondo, ma il processo di alimentazione degli uccelli in questo modo è vietato in molti paesi per motivi di benessere degli animali.

## Tacchini

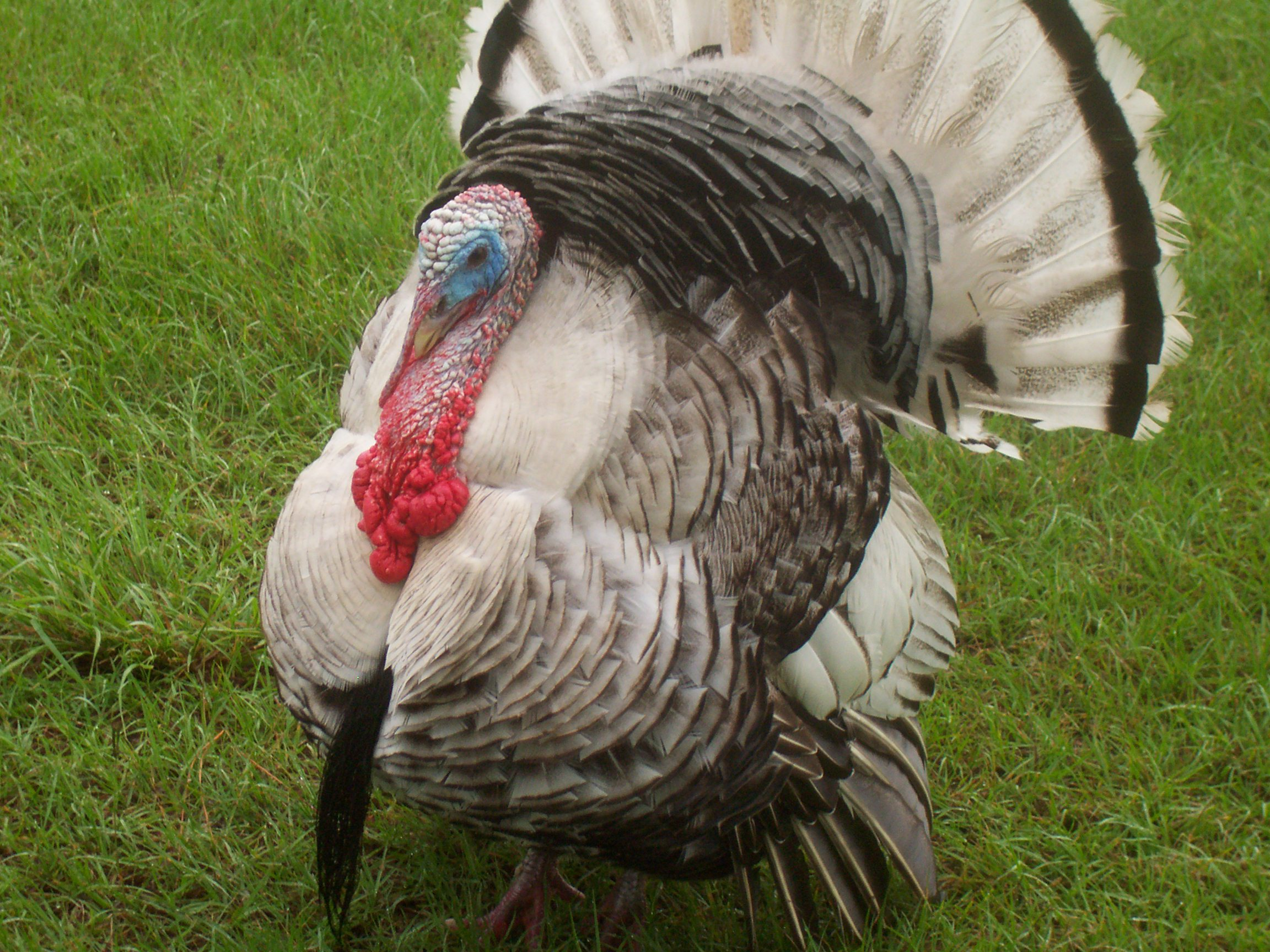
Tacchino domestico maschio

I tacchini sono uccelli di grandi dimensioni, i loro parenti più prossimi sono il fagiano e la faraona. I maschi sono più grandi delle femmine e hanno code aperte a ventaglio e distintivi bargigli carnosi, chiamati snood, che pendono dalla sommità del becco e vengono utilizzati nel corteggiamento. I tacchini selvatici possono volare, ma raramente lo fanno, preferendo correre con un'andatura lunga e a cavalcioni. Si appollaiano sugli alberi e cercano cibo a terra, nutrendosi di semi, noci, bacche, erba, fogliame, invertebrati, lucertole e piccoli serpenti.
Il tacchino domestico moderno discende da una delle sei sottospecie di tacchino selvatico (Meleagris gallopavo) che si trovano negli attuali Stati messicani di Jalisco, Guerrero e Veracruz. Le tribù pre-azteche del Messico centro-meridionale addomesticarono per prime l'uccello intorno all'800 a.C., e gli indiani Pueblo che abitavano l'altopiano del Colorado negli Stati Uniti fecero lo stesso intorno al 200 a.C. Usarono le piume per vesti, coperte e scopi cerimoniali. Più di 1.000 anni dopo, divennero un'importante fonte di cibo. I primi europei ad incontrare l'uccello lo identificarono erroneamente come una faraona, un uccello noto a quel tempo come "tacchino" perché era stato introdotto in Europa tramite la Turchia.
I tacchini commerciali vengono solitamente allevati al chiuso in condizioni controllate. Si tratta spesso di grandi edifici, costruiti appositamente per fornire ventilazione e basse intensità di luce (ciò riduce l'attività degli uccelli e quindi aumenta il tasso di aumento di peso). Le luci possono essere accese 24 ore al giorno o una gamma di regimi di luce graduali per incoraggiare gli uccelli a nutrirsi spesso e quindi a crescere rapidamente. Le femmine raggiungono il peso di macellazione a circa 15 settimane di età e i maschi a circa 19. Gli uccelli commerciali maturi possono essere due volte più pesanti delle loro controparti selvatiche. Sono state sviluppate molte razze diverse, ma la maggior parte degli uccelli commerciali è bianca, poiché ciò migliora l'aspetto della carcassa eviscerata, essendo le piume a spillo meno visibili. Un tempo i tacchini venivano consumati principalmente in occasioni speciali come Natale (10 milioni di uccelli nel Regno Unito) o il Ringraziamento (60 milioni di uccelli negli Stati Uniti). Tuttavia, stanno diventando sempre più parte della dieta quotidiana in molte parti del mondo.

## Altro pollame
La faraona è originaria dell'Africa meridionale e la specie più spesso tenuta come pollame è la gallina faraona (Numida meleagris). È un uccello grigio o maculato di medie dimensioni con una piccola testa nuda con bargigli colorati e un pomo in cima, ed è stato addomesticato al tempo degli antichi Greci e Romani. Le faraone sono uccelli resistenti e socievoli che si nutrono principalmente di insetti, ma consumano anche erbe e semi. Manterranno un orto libero da parassiti e mangeranno le zecche che trasmettono la malattia di Lyme. Si appollaiano felicemente sugli alberi e lanciano un forte avvertimento vocale dell'avvicinarsi dei predatori. La loro carne e le loro uova possono essere mangiate allo stesso modo dei polli, i giovani uccelli sono pronti per la tavola all'età di circa quattro mesi.
Un piccione è il nome dato ai giovani piccioni domestici destinati alla tavola. Come altri piccioni domestici, gli uccelli utilizzati per questo scopo discendono dal colombo selvatico (Columba livia). Vengono utilizzate razze speciali di utilità con caratteristiche desiderabili. Vengono deposte due uova e incubate per circa 17 giorni. Quando si schiudono, i piccioni vengono nutriti da entrambi i genitori con "latte di piccione", una secrezione densa ricca di proteine prodotta dal gozzo. I piccioni crescono rapidamente, ma sono lenti a involarsi e sono pronti a lasciare il nido a 26-30 giorni di peso di circa 500 g (1 libbra 2 once). A questo punto, i piccioni adulti avranno deposto e covato un altro paio di uova e una coppia prolifica dovrebbe produrre due piccioni ogni quattro settimane durante una stagione riproduttiva che dura diversi mesi.

## Avicoltura

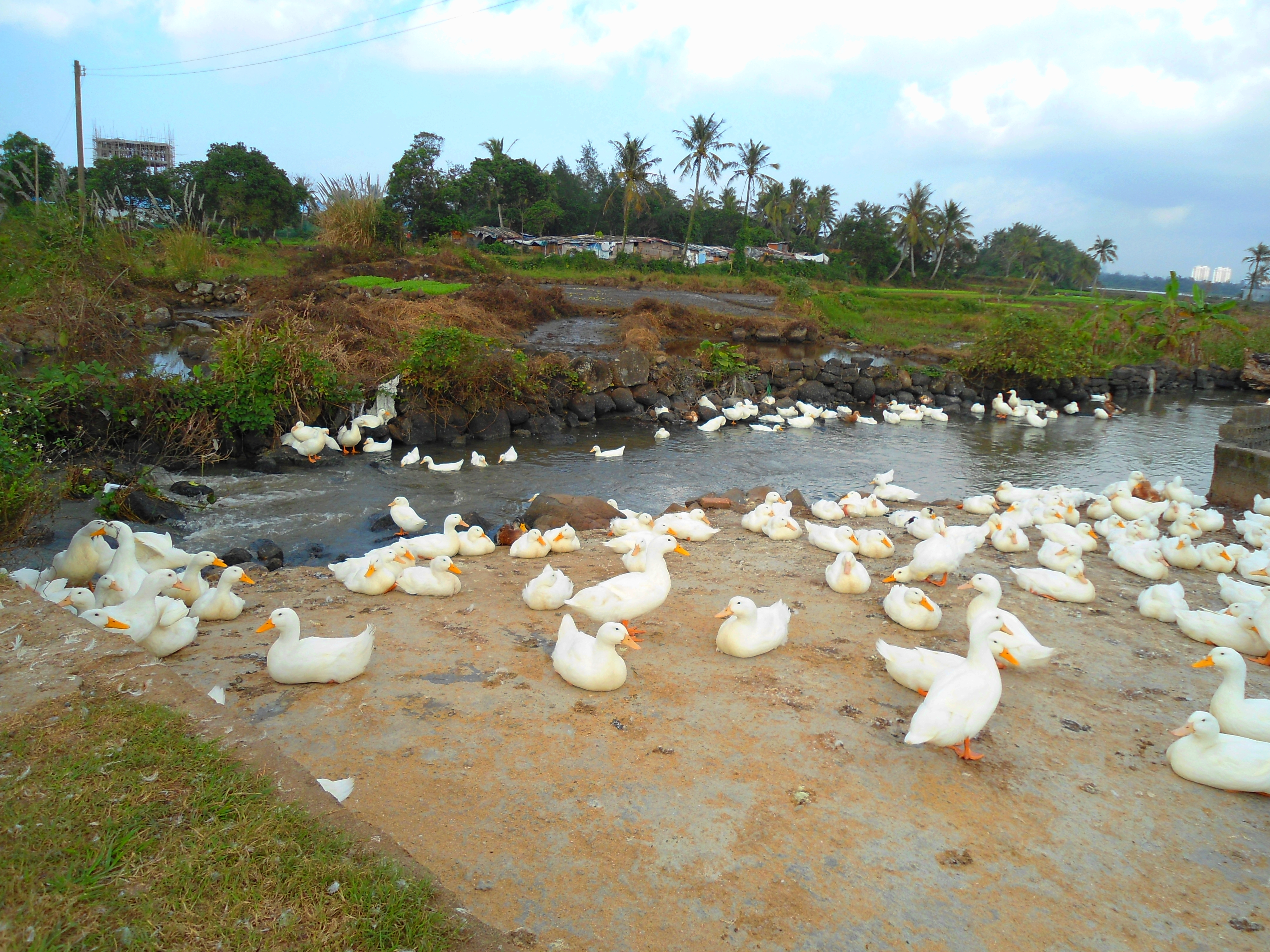
Anatre allevate all'aperto nella provincia di Hainan, Cina

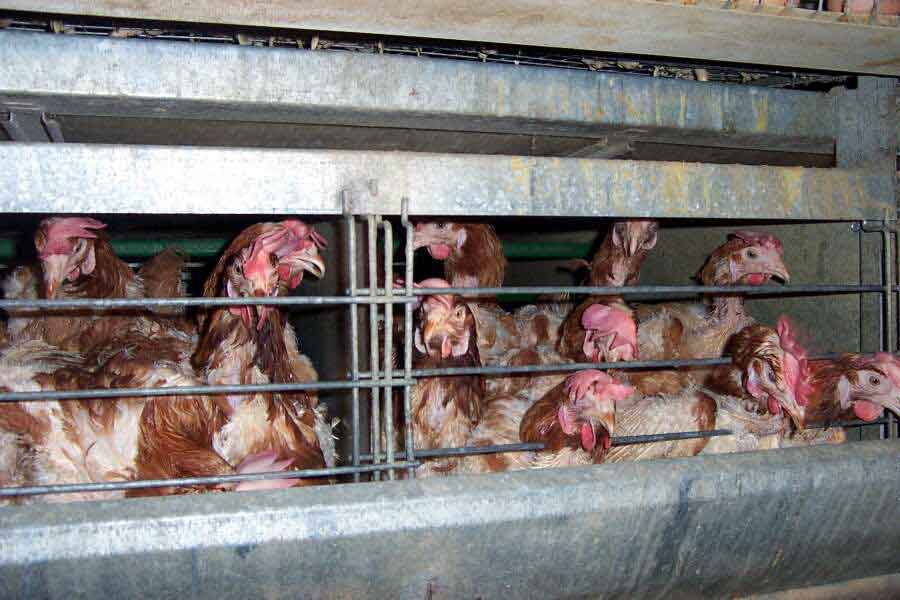
Le galline nelle gabbie a batteria non possono muoversi liberamente, poiché più esemplari vivono nella stessa gabbia.

In tutto il mondo, si allevano più polli che qualsiasi altro tipo di pollame, con oltre 50 miliardi di uccelli allevati ogni anno come fonte di carne e uova. Tradizionalmente, tali uccelli sarebbero stati tenuti ampiamente in piccoli stormi, alla ricerca di cibo durante il giorno e ospitati di notte. Questo è ancora il caso nei paesi in via di sviluppo, dove le donne spesso danno un contributo importante al sostentamento familiare attraverso l'allevamento di pollame. Tuttavia, la crescita della popolazione mondiale e l'urbanizzazione hanno portato la maggior parte della produzione in unità specializzate più grandi e intensive. Queste sono spesso situate vicino a dove viene coltivato il mangime o vicino a dove è necessaria la carne e si traducono in cibo economico e sicuro reso disponibile per le comunità urbane. La redditività della produzione dipende molto dal prezzo del mangime, che è in aumento. Gli elevati costi dei mangimi potrebbero limitare l'ulteriore sviluppo della produzione di pollame.
Nell'allevamento all'aperto, gli uccelli possono vagare liberamente all'aperto per almeno una parte della giornata. Spesso, ciò avviene in grandi recinti, ma gli uccelli hanno accesso alle condizioni naturali e possono mostrare i loro comportamenti normali. Un sistema più intensivo è il cortile, in cui gli uccelli hanno accesso a un cortile recintato e a un pollaio a un tasso di allevamento più elevato. Il pollame può anche essere tenuto in un sistema a stalla, senza accesso all'aria aperta, ma con la possibilità di muoversi liberamente all'interno dell'edificio. Il sistema più intensivo per le galline ovaiole è quello delle gabbie a batteria, spesso disposte su più livelli. In queste, diversi uccelli condividono una piccola gabbia che limita la loro capacità di muoversi e comportarsi in modo normale. Le uova vengono deposte sul pavimento della gabbia e rotolano nelle mangiatoie esterne per facilitarne la raccolta. Le gabbie a batteria per le galline sono illegali nell'UE dal 1º gennaio 2012.
I polli allevati intensivamente per la loro carne sono noti come "broiler". Sono state sviluppate razze che possono crescere fino a una dimensione accettabile della carcassa (2 kg o 4 libbre 7 once) in sei settimane o meno. I polli da carne crescono così velocemente che le loro zampe non riescono sempre a sostenere il loro peso e il loro cuore e il sistema respiratorio potrebbero non essere in grado di fornire abbastanza ossigeno ai loro muscoli in via di sviluppo. I tassi di mortalità all'1% sono molto più alti rispetto a quelli degli uccelli ovaioli allevati in modo meno intensivo che impiegano 18 settimane per raggiungere pesi simili. La lavorazione degli uccelli avviene automaticamente con l'efficienza di un nastro trasportatore. Vengono appesi per le zampe, storditi, uccisi, dissanguati, scottati, spennati, vengono rimosse la testa e le zampe, eviscerati, lavati, refrigerati, scolati, pesati e confezionati, il tutto nel giro di poco più di due ore.
Sia l'allevamento intensivo che quello all'aperto hanno problemi di benessere degli animali. Nei sistemi intensivi, il cannibalismo, il beccaggio delle piume e il beccaggio della scrofa possono essere comuni, con alcuni allevatori che usano il taglio del becco come misura preventiva. Anche le malattie possono essere comuni e diffondersi rapidamente nel gregge. Nei sistemi estensivi, gli uccelli sono esposti a condizioni meteorologiche avverse e sono vulnerabili ai predatori e agli uccelli selvatici portatori di malattie. È stato scoperto che i sistemi di stalla hanno il peggior benessere degli uccelli. Nel sud-est asiatico, la mancanza di controllo delle malattie nell'allevamento all'aperto è stata associata a focolai di influenza aviaria.

## Mostre avicole
In molti paesi si tengono mostre avicole nazionali e regionali, dove gli appassionati espongono i loro uccelli, che vengono giudicati in base a determinati tratti fenotipici della razza, come specificato dai rispettivi standard di razza. L'idea di una mostra avicola potrebbe essere nata dopo che i combattimenti tra galli sono stati resi illegali, come un modo per mantenere un elemento competitivo nell'allevamento di pollame. Sono stati elaborati standard di razza per uccelli ovaioli, da carne e puramente ornamentali, puntando all'uniformità. A volte, le mostre avicole fanno parte di mostre di bestiame generali, e a volte sono eventi separati come l'annuale "National Championship Show" nel Regno Unito organizzato dal Poultry Club of Great Britain.

## Pollame come alimento

### Commercio

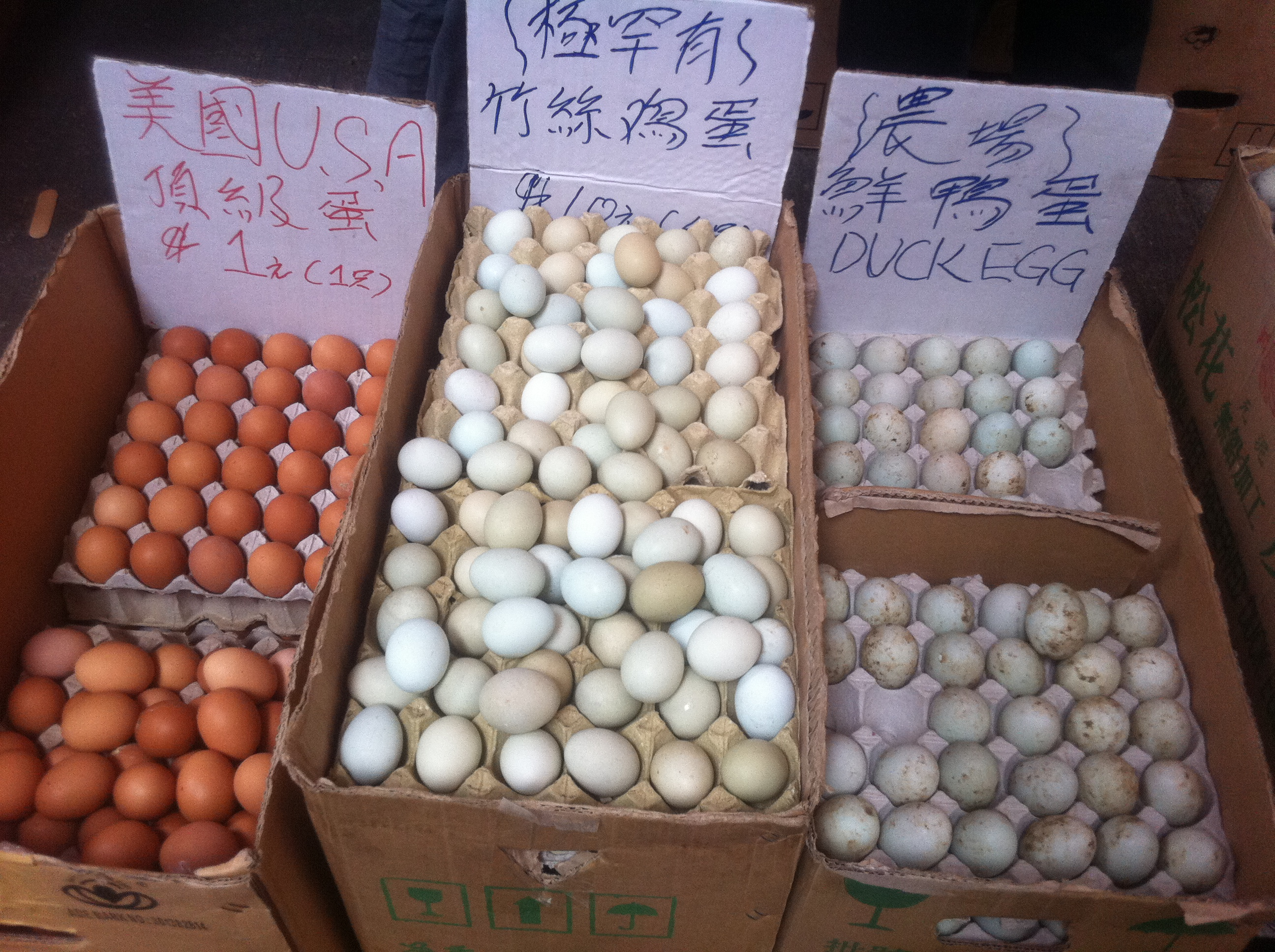
Uova di gallina e di anatra in vendita a Hong Kong

Il pollame è il secondo tipo di carne più consumato al mondo, rappresentando circa il 30% della produzione totale di carne mondiale, rispetto al 38% del maiale. Ogni anno vengono allevati sedici miliardi di uccelli per il consumo, più della metà dei quali in unità di produzione industrializzate, simili a fabbriche. La produzione globale di carne di pollo da carne è salita a 84,6 milioni di tonnellate nel 2013. I maggiori produttori sono stati gli Stati Uniti (20%), la Cina (16,6%), il Brasile (15,1%) e l'Unione Europea (11,3%). Esistono due modelli distinti di produzione; il modello della filiera dell'Unione Europea cerca di fornire prodotti che possono essere ricondotti all'azienda agricola di origine. Questo modello deve far fronte ai crescenti costi di implementazione di ulteriori requisiti di sicurezza alimentare, problemi di benessere e normative ambientali. Al contrario, il modello degli Stati Uniti trasforma il prodotto in una merce.
La produzione mondiale di carne di anatra è stata di circa 4,2 milioni di tonnellate nel 2011, con la Cina che ne ha prodotti due terzi, circa 1,7 miliardi di uccelli. Altri importanti paesi produttori di anatre nell'Estremo Oriente includono Vietnam, Thailandia, Malesia, Myanmar, Indonesia e Corea del Sud (12% in totale). La Francia (3,5%) è il più grande produttore in Occidente, seguita da altre nazioni dell'UE (3%) e dal Nord America (1,7%). La Cina è stata anche di gran lunga il più grande produttore di carne di oca e faraona, con una quota del 94% del mercato globale di 2,6 milioni di tonnellate.
Si prevedeva che la produzione globale di uova avrebbe raggiunto i 65,5 milioni di tonnellate nel 2013, superando tutti gli anni precedenti. Tra il 2000 e il 2010, la produzione di uova è cresciuta a livello globale di circa il 2% all’anno, ma da allora la crescita ha rallentato fino a circa l’1%. Nel 2018, la produzione di uova ha raggiunto i 76,7 milioni di tonnellate, un’enorme crescita del 24% dal 2008.

### Tagli di pollame

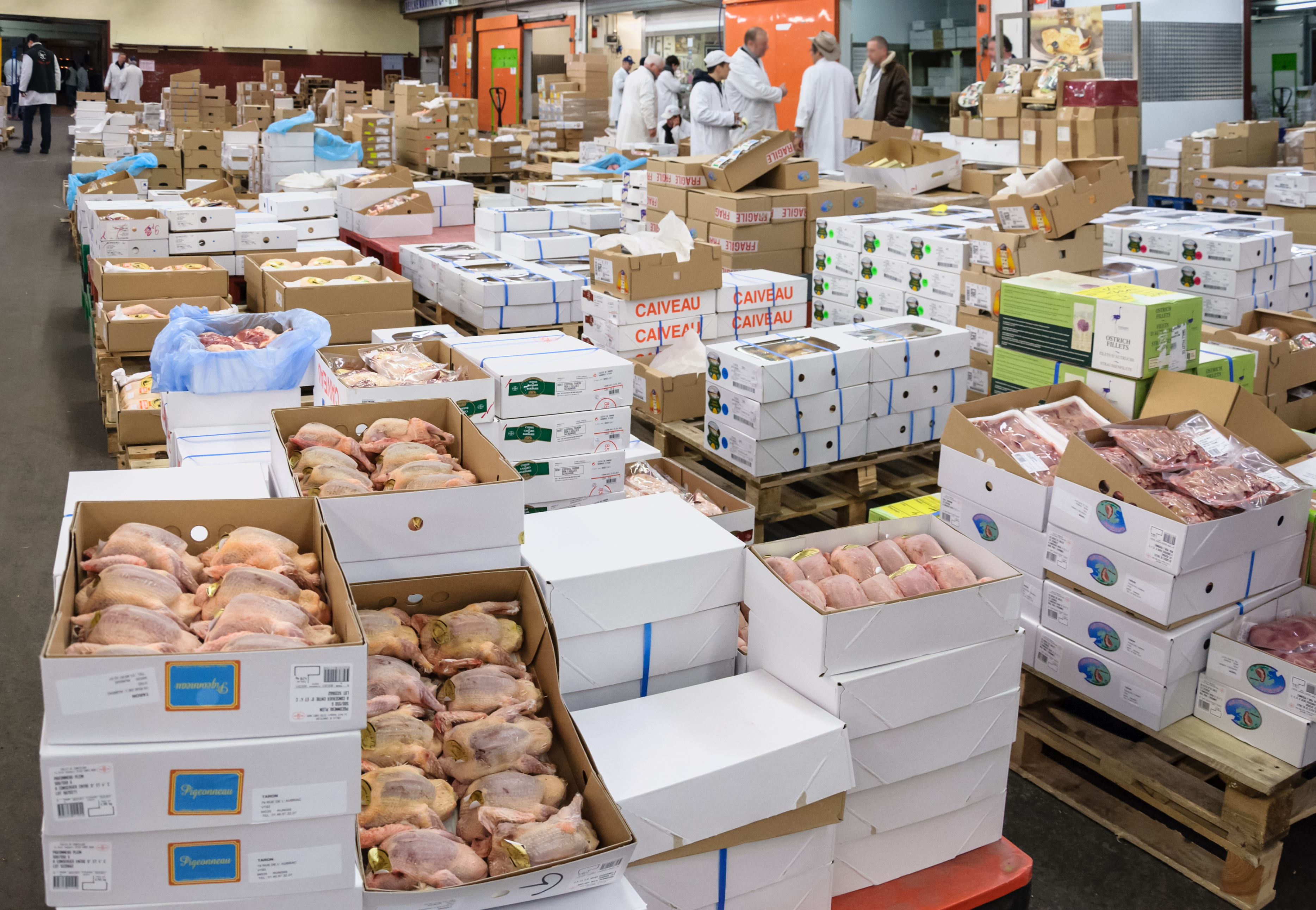
Padiglione avicolo del Mercato Internazionale di Rungis, Francia

Il pollame è disponibile fresco o congelato, come uccelli interi o come articolazioni (tagli), con osso o disossato, condito in vari modi, crudo o già cotto. Le parti più carnose di un uccello sono i muscoli utilizzati per il volo che si trovano sul petto, chiamati appunto carne del "petto", e i muscoli del cammino sulle zampe, chiamati "coscia" e "fuso". Anche le ali vengono mangiate (le Buffalo wings sono un esempio popolare negli Stati Uniti) e possono essere divise in tre segmenti, il "drumette" più carnoso, il "wingette" (chiamato anche "flat") e la punta dell'ala (chiamata anche "flapper"). In Giappone, l'ala viene spesso separata e queste parti sono chiamate 手羽元 (teba-moto "base dell'ala") e 手羽先 (teba-saki "punta dell'ala").
La carne scura, che i miologi aviari chiamano "muscolo rosso", deriva dai muscoli che vengono utilizzati per attività prolungate, principalmente camminare, nel caso di un pollo. Il colore scuro deriva dalla proteina mioglobina, che svolge un ruolo chiave nell'assorbimento e nell'immagazzinamento dell'ossigeno all'interno delle cellule. Il muscolo bianco, al contrario, è adatto solo per brevi periodi di attività come, per i polli, volare. Pertanto, la carne della coscia e della zampa del pollo è scura, mentre la carne del petto (che costituisce i muscoli primari del volo) è bianca. Altri uccelli con muscolo del petto più adatti al volo prolungato, come anatre e oche, hanno muscolo rosso (e quindi carne scura) in tutto. Alcuni tagli di carne, tra cui il pollame, espongono la struttura microscopica regolare delle miofibrille intracellulari che possono diffrangere la luce e produrre colori iridescenti, un fenomeno ottico a volte chiamato colorazione strutturale.

## Salute e malattia (umani)

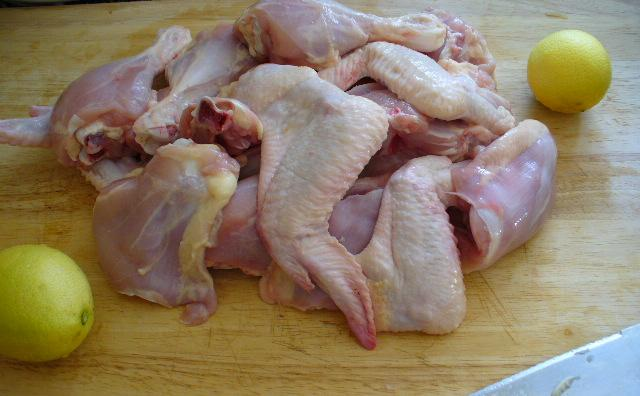
Pezzi di pollo spennato e tagliato

A partire dal 2022, nessuno studio clinico ha valutato l'assunzione di pollame sulla salute umana. La carne di pollame e le uova forniscono un alimento nutrizionalmente benefico contenente proteine di alta qualità. Ciò è accompagnato da bassi livelli di grassi che hanno un mix favorevole di acidi grassi. La carne di pollo contiene circa due o tre volte più grassi polinsaturi della maggior parte dei tipi di carne rossa se misurata in base al peso. Tuttavia, per il petto di pollo disossato e senza pelle, la quantità è molto inferiore. 100 grammi (3,5 once) di petto di pollo crudo contengono 2 grammi (0,071 once) di grassi e 22 grammi (0,78 once) di proteine, rispetto ai 9 grammi (0,32 once) di grassi e 20 grammi (0,71 once) di proteine per la stessa porzione di bistecca di fianco di manzo (detta "bavetta") cruda.
Uno studio del 2011 del Translational Genomics Research Institute ha dimostrato che il 47% della carne e del pollame venduti nei supermercati degli Stati Uniti era contaminato da Staphylococcus aureus e il 52% dei batteri interessati mostrava resistenza ad almeno tre gruppi di antibiotici. Una cottura accurata del prodotto ucciderebbe questi batteri, ma è ancora presente un rischio di contaminazione incrociata dovuto a una manipolazione impropria del prodotto crudo. Inoltre, è presente un certo rischio per i consumatori di carne di pollame e uova di infezioni batteriche come Salmonella e Campylobacter. I prodotti avicoli possono essere contaminati da questi batteri durante la manipolazione, la lavorazione, la commercializzazione o lo stoccaggio, con conseguenti malattie trasmesse dagli alimenti se il prodotto viene cucinato o manipolato in modo improprio.
In generale, l'influenza aviaria è una malattia degli uccelli causata dal virus influenzale A specifico degli uccelli che normalmente non viene trasmesso alle persone; tuttavia, le persone a contatto con pollame vivo sono a maggior rischio di contrarre il virus e ciò è particolarmente preoccupante in aree come il Sud-est asiatico, dove la malattia è endemica nella popolazione di uccelli selvatici e il pollame domestico può essere infettato. Il virus potrebbe eventualmente mutare per diventare altamente virulento e infettivo negli esseri umani e causare una pandemia influenzale.
I batteri possono essere coltivati in laboratorio su terreni di coltura nutritivi, ma i virus hanno bisogno di cellule vive in cui replicarsi. Molti vaccini contro le malattie infettive possono essere coltivati in uova di gallina fecondate. Ogni anno vengono utilizzate milioni di uova per generare il fabbisogno annuale di vaccino anti-influenzale, un processo complesso che richiede circa sei mesi dopo che è stata presa la decisione su quali ceppi di virus includere nel nuovo vaccino. Un problema con l'uso di uova per questo scopo è che le persone con allergie alle uova non possono essere immunizzate, ma questo svantaggio può essere superato man mano che diventano disponibili nuove tecniche per la coltura basata su cellule piuttosto che su uova. La coltura basata su cellule sarà utile anche in caso di pandemia quando potrebbe essere difficile acquisire una quantità sufficientemente grande di uova sterili e fertili adatte.